# Suzuki Magoichi
Suzuki Magoichi (鈴木孫一 (Linh Mộc Tôn Nhất)), thường được biết đến là Saiga Magoichi hoặc Saika Magoichi (雑賀孫一、雑賀孫市) (1534-2 tháng 5 1589) là tên của thủ lĩnh nhóm Saika Ikki. Ông nổi tiếng với việc võ trang lực lượng của mình bằng súng hỏa mai với biểu tượng là yatagarasu.
Saika (Suzuki) Magoichi là tên gọi chung của 3 người gồm Suzuki Sadayū (鈴木佐大夫 1511-1585, tên thật là Suzuki Shigeoki), Suzuki Shigetomo (鈴木重朝 1561-1623) và Suzuki Shigehide (鈴木重秀 1546-1586). Trong đó Suzuki Sadayū là được biết đến hơn cả, ông là người đã hỗ trợ lực lượng tộc Hatakeyama chống lại Oda Nobunaga trong trận Komaki-Nagakute.